# Schlacht von Montecarotto
1940–1945: Luftangriffe auf Italien
1940: Angriff auf Tarent
1943: Operation Husky (Lehrgang) – Waffenstillstand von Cassibile – Invasion in Italien (Baytown, Avalanche, Slapstick) – Fall Achse – Schlacht um Ortona
1944: Schlachten am Monte Cassino – Operation Shingle – Gotenstellung – Schlacht von Monte Castello
1945: Frühjahrsoffensive

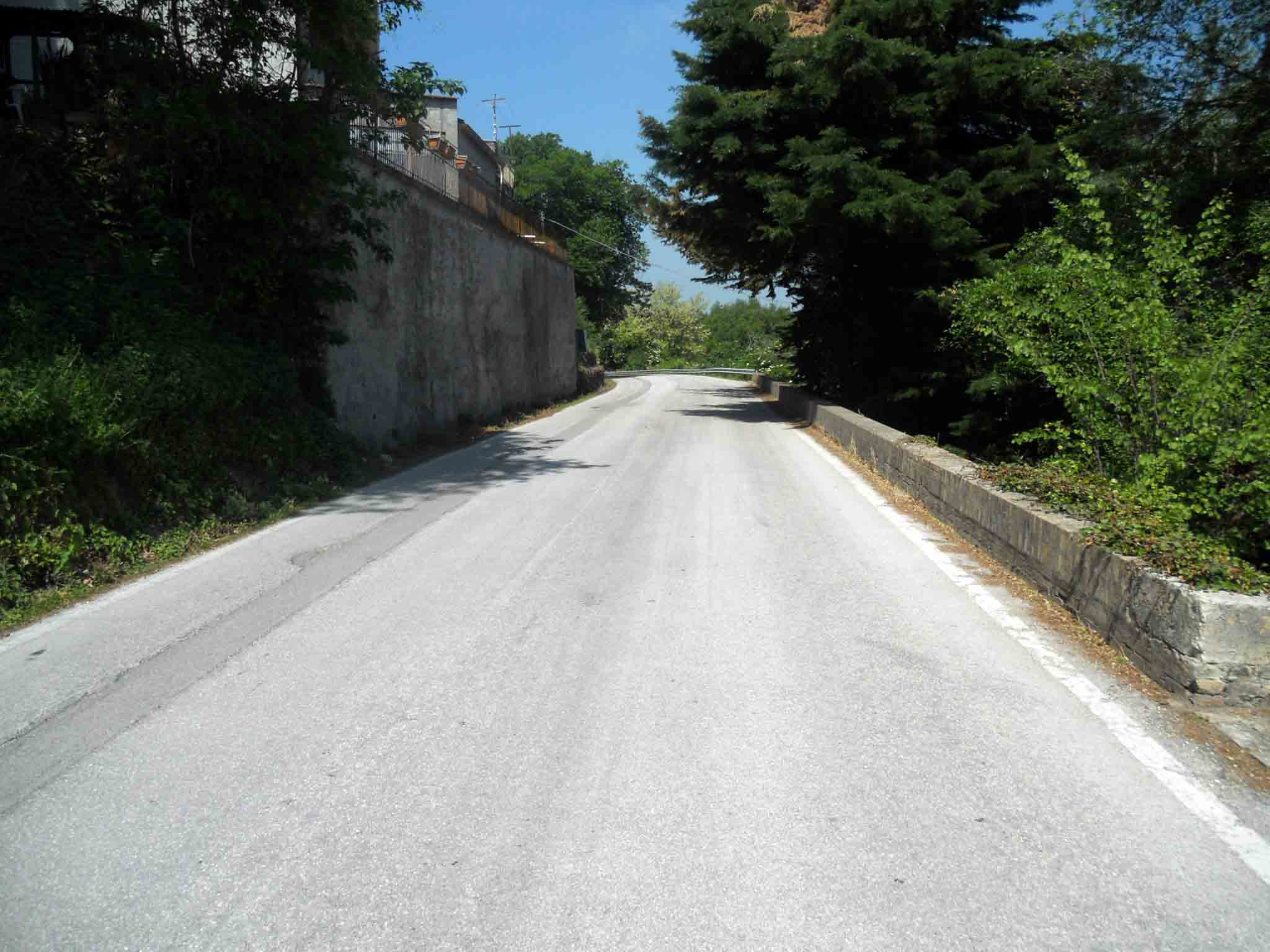
Die von Deutschen am 25. Juli 1944 zerstörte Brücke Filetto

Die Schlacht von Montecarotto ist ein Ereignis in der Endphase des Befreiungskampfes der Provinz Ancona während des Zweiten Weltkriegs. In der Auseinandersetzung trafen Angehörige der italienischen Brigata Maiella zusammen mit einer Abteilung des Zweiten Polnischen Korps (polnisch: Drugi Korpus Wojska Polskiego) auf die deutsche Armee. Der Widerstand der Brigata Maiella, der am 24. Juli 1944 begann, endete am 4. August siegreich. Unter polnischem Kommando operierten nicht nur die Truppen des Corpo Italiano di Liberazione (CIL), befehligt von General Umberto Utili, sondern auch die Brigata Maiella, geführt vom stellvertretenden Kommandanten Domenico Troilo.

## Gefechtsvorbereitung
Am 23. Juli verließen zwei Züge der Maiella Cupramontana (das sie mit einer Überraschungsaktion befreit hatten), um das Gebiet zwischen Poggio San Marcello, Maiolati Spontini und Castelplanio zu besetzen. Am 24. Juli kam es in Poggio San Marcello zu einer Konfrontation mit den Deutschen und am folgenden Tag zu einem Feuergefecht in der Nähe des Friedhofs.
In der Nacht vom 25. Juli befahl General Wilhelm Raapke von der 71. Infanterie-Division (Wehrmacht), die Brücke "Filetto" zu sprengen, um das Vorrücken der Züge der Brigata Maiella auf Montecarotto zu behindern, das nach der Befreiung von Filottrano und Jesi bereits eine logistische Basis des Feindes war.
Der Rückzug der Wehrmacht über den Fluss Misa hatte den Vormarsch der alliierten Front erleichtert, die den Krankenhausberg, einen nützlichen Beobachtungspunkt zur Bewachung des Tals nördlich von Montecarotto, erobern wollte.
Am 26. Juli stellte Bianchi den Rückzug der Deutschen fest und marschierte zusammen mit dem von Leutnant Jovacini geführten Zug auf Montecarotto zu. Das Vorrücken erwies sich als Speerspitze der alliierten Aufstellung, und der erste Beobachtungsposten wurde auf dem Glockenturm des Krankenhauses eingerichtet. Bald trafen die anderen Mitglieder des IV. Zuges unter der Führung von Domenico Troilo ein, der das Kommando über die Operationen übernahm. Der gesamte Hügel wurde von Patrouillen mit Posten an strategischen Punkten besetzt. Bereits in der ersten Nacht begannen die ersten Feuergefechte mit den Deutschen und zeigten deren Offensivkraft.
Der deutsche Rückzug ließ die Abruzzen zur strategischen Position des höchsten Hügels der Stadt vorrücken, die entscheidend für die militärische Kontrolle der Südfront entlang des bereits befreiten Flusses Esino und der Nordfront entlang des Misa war, der noch in deutscher Hand war. Die alliierten Truppen hätten durch die Besetzung des Krankenhausbergs, des höchsten Teils von Montecarotto, nicht unerhebliche offensive Vorteile erzielt. Doch gerade ihre neue Positionierung löste die deutsche Falle aus, eine militärische Einkesselung des Stützpunktes, welche die abruzzesischen Besatzer in Ermangelung alliierter Hilfe zur Kapitulation zwingen sollte. Der Großteil der Wehrmacht hatte sich am Nordufer des Misa verschanzt, von wo aus offensive Vorstöße in Richtung Montecarotto unternommen werden konnten.

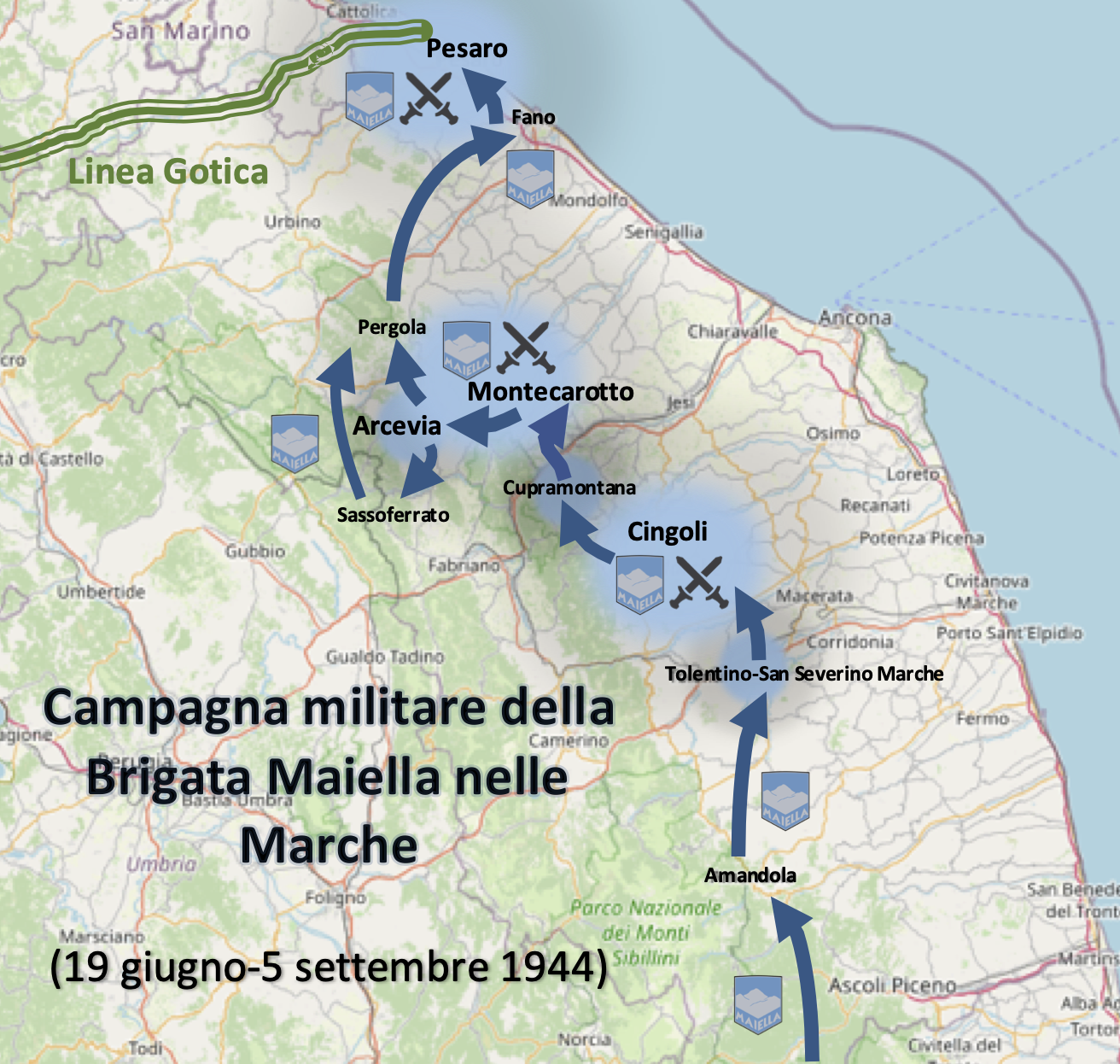
Feldzug der Maiella Juni–September 1944

## Gefechtsbeginn
Zwei Tage lang blieb Montecarotto weitgehend ruhig. Zivilisten suchten Zuflucht in der Vallesina, die bereits von den alliierten Armeen befreit worden war, während gelegentlich ersten Kanonenschüsse erfolgten. Am Morgen des 27. Juli marschierte eine große Abteilung der Alpini des Bataillons "Piemonte" in das Dorf ein. Die Bewohner begrüßten sie auf den Platz, um die lang erwartete Befreiung zu feiern, mussten jedoch sofort in den unterirdischen Schutzräumen Deckung vor den Granaten suchen, die von 25 halbkreisförmig nördlich von Montecarotto positionierten Kanonen abgefeuert wurden.

### Gefechtintensivierung
Der Beschuss dauerte den ganzen Tag an und es wurde klar, dass die alliierten Truppen in eine akribisch geplante Falle geraten waren. Bald vermutete man, dass sich die Deutschen in den Feldern zwischen Montecarotto und Serra de' Conti versteckt hielten. Die erste Erkundung in Richtung des Ortsteils San Paterniano war erfolglos. Die Intensität der Schlacht nahm in diesen Stunden zu.

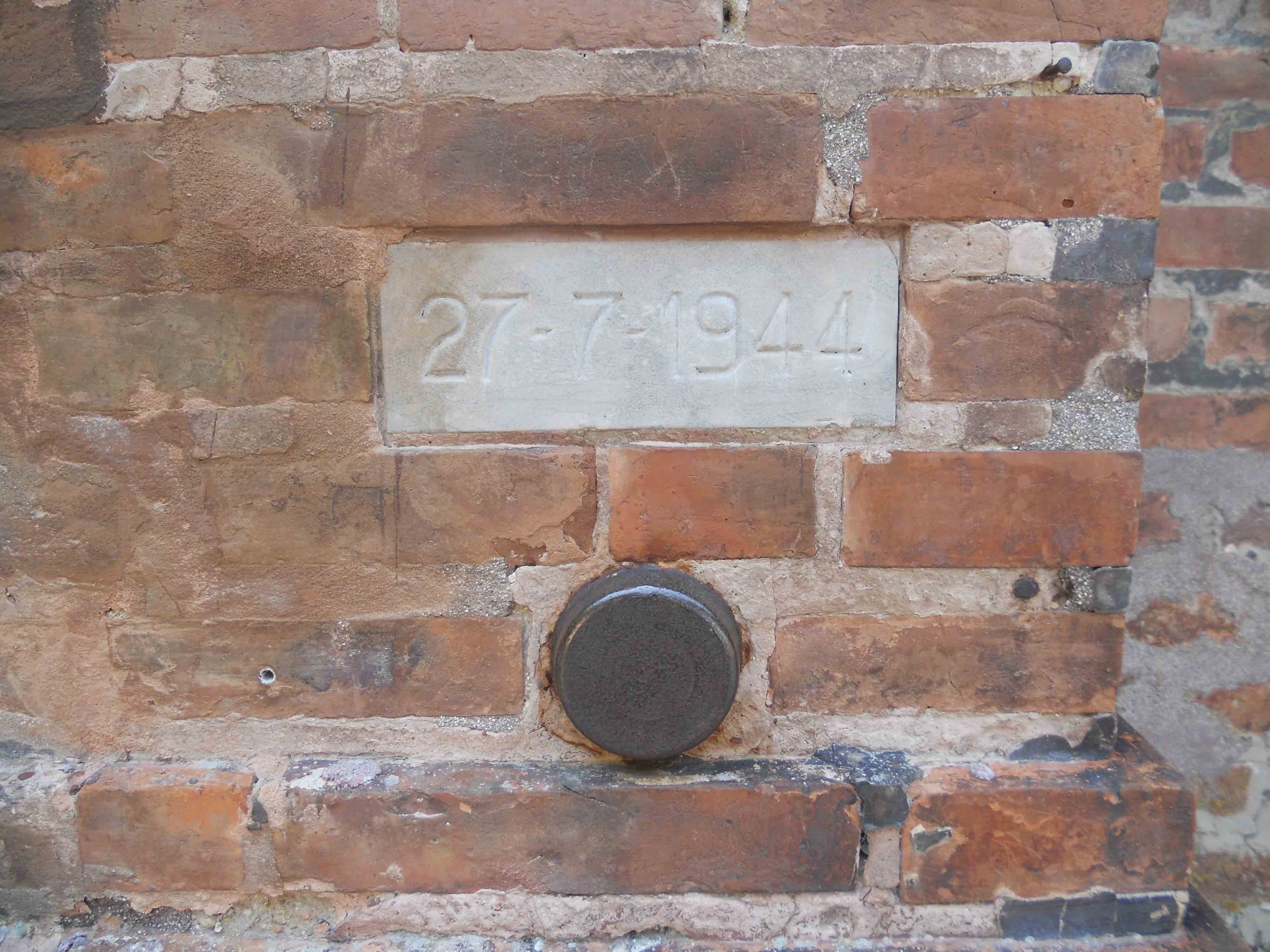
Deutsches Artilleriegeschoss, das am 27. Juli 1944 in der Fassade der Kirche "Santissima Annunziata" unexplodiert stecken blieb

Das Gefecht hatte die deutschen Einheiten aufgerüttelt, die sich, geschützt durch ein Feuer und die Dunkelheit der Nacht, auf die Rückeroberung von Montecarotto zubewegten. Die britischen Offiziere „Lamb“ (ein Deckname, wahrscheinlich ein britischer Geheimdienstoffizier) und Lesley Filliter ermutigten die Belagerten, sich nicht zu ergeben. Zur Unterstützung des Widerstands griff der XIII. Zug von Poggio San Marcello ein, geriet jedoch auf dem Weg in einen Hinterhalt. Der Rest des Zuges musste sich zurückziehen, bis auf sieben Männer, die es dennoch schafften, das Krankenhaus zu erreichen.
Der IV. Zug konnte den feindlichen Angriff abwehren, der die ganze Nacht über aus dem Westen, Norden und Osten erfolgte. Das heftige deutsche Artilleriefeuer dauerte vom Morgengrauen bis zum Sonnenuntergang des 28. Juli an. Das Kommando des Krankenhauses blieb in den Händen von Troilo und Lamb, wobei letzterer für den Pendelverkehr mit den rückwärtigen Gebieten zuständig war. Am Nachmittag erreichte der VIII. Zug der Maiella Montecarotto, der zur Befestigung des Friedhofsgebiets herangezogen wurde, das den deutschen Angriffen stärker ausgesetzt war.
In den frühen Abendstunden gelang es einigen Deutschen, durch das offene Haupttor des Krankenhauses einzudringen. Das Feuergefecht wurde schnell von den Soldaten der Maiella gewonnen. Die Maschinengewehrsalven setzten sich heftig fort, wobei die beiden abruzzesischen Züge der deutschen Infanterie standhielten. Das Dorf wurde fast ununterbrochen bombardiert. Man begann, die Anwesenheit von Wehrmachtssoldaten im Dorf zu befürchten, die möglicherweise von lokalen Faschisten unterstützt wurden. Aus diesem Grund befahl der polnische Oberstleutnant Wilhelm Lewicki die Durchsuchung des Ortes nach möglichen deutschen Kollaborationsnestern. Die Bevölkerung akzeptierte diese Entscheidung der Alliierten.
Am 29. Juli, nach einer kurzen Waffenruhe, nahmen die Deutschen die Belagerung wieder auf und beschossen das Dorf den ganzen Tag lang. Auch unter den Zivilisten gab es Tote. Der Widerstand beurteilte, dass ein neuer ununterbrochenen Angriff nur mit Verstärkung und Nachschub zu bewältigen war. Bereits am Morgen des 28. Juli war der polnische Oberstleutnant Czarnecki als Verbindungsoffizier des Kommandos des Zweiten Polnischen Korps eingetroffen. bereit, sich dem feindlichen Angriff in der Nacht zu stellen, unterstützt von den Republikanern, die die Patrioten zur Kapitulation aufforderten.
Ein Demonstrationsmanöver Czarneckis mit gepanzerten Fahrzeugen sollte den Feind zum Rückzug bewegen, erwies sich jedoch als unzureichend, um den Gegner einzuschüchtern. Daher wurden signifikante Verstärkungen angefordert, darunter Infanteriezüge, eine Artilleriegruppe und eine motorisierte Schwadron. Widrige Wetterbedingungen verhinderten allerdings, dass der Großteil dieser Kräfte die vorgesehenen Positionen erreichte. Nur die Artillerie konnte weit genug vorrücken, um die erwartete Unterstützung zu leisten.
Dieser Angriff war heftiger als die vorigen, jedoch gelang es den Deutschen trotz zehnfacher Überlegenheit nicht, den Widerstand zu brechen. Gleichzeitig scheiterte der deutsche Versuch kläglich, die Zivilisten zur Rebellion gegen den italienischen Widerstand, der als Ursache ihrer Unglücke dargestellt wurde, anzustiften. Am 30. Juli trafen fünf Kompanien der 184. Fallschirmjäger-Division "Nembo" unter dem Befehl von General Giorgio Morigi ein – bis dahin in heftige Kämpfe östlich von Montecarotto verwickelt –, um den IV., VIII. und XIII. Maiella-Zug abzulösen.

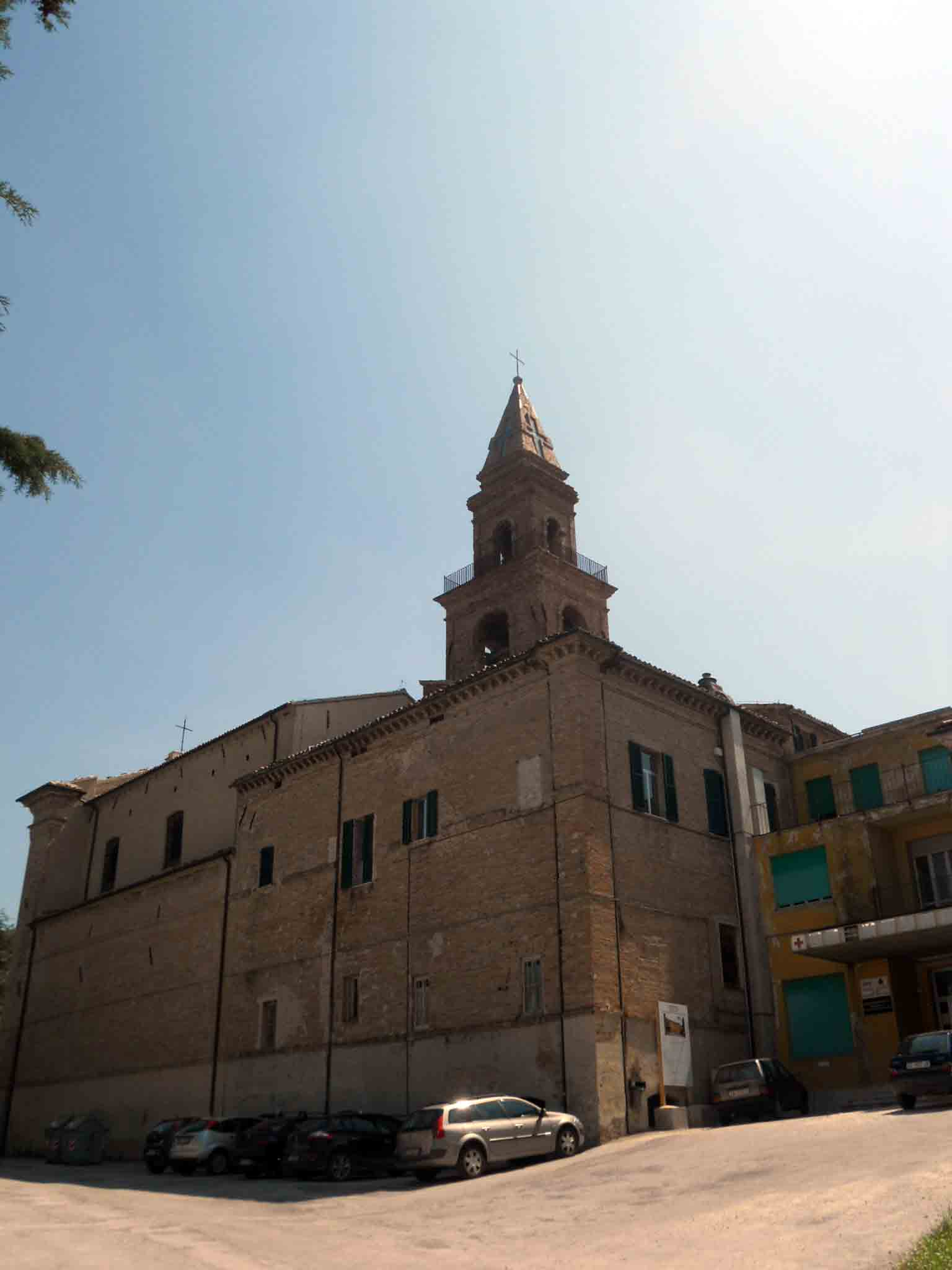
Glockenturm des Krankenhauses, verteidigt von der Brigata Maiella

## Befreiung von Arcevia und Ostra Vetere
Nach dem gescheiterten deutschen Angriff auf den Colle dell'Ospedale verstärkten die alliierten Streitkräfte im adriatischen Raum ihren Vormarsch. Das Eingreifen der italienischen Fallschirmjäger ermöglichte es der Maiella, ihre Kräfte im westlichen Sektor entlang der Achse Poggio San Marcello-Avacelli-Arcevia zu konzentrieren. Die alliierte Offensive konzentrierte sich vor allem auf Arcevia, wo die 5. Gebirgs-Division unter dem Kommando von Generalmajor Max Schrank stationiert war. Die deutschen Verteidigungslinien zielten darauf ab, nächtliche feindliche Überfälle zu behindern. Kesselrings deutsche Strategie zeigte zunehmend Schwächen, verschärft durch die begrenzten menschlichen und materiellen Ressourcen an verschiedenen europäischen Fronten. Am 31. Juli wurde ein neuer deutscher Angriff östlich von Montecarotto von der Nembo abgewehrt, die damit die Front vom San Francesco-Hügel fernhalten konnte. Die lokalen GAP (Gruppi di Azione Patriottica) verteidigten das Dorf in der Nacht. Heftige Kämpfe fanden auch westlich des Misa, zwischen Pergola und Scheggia, Unter Beteiligung des 2. Polnische Korps statt.

### Eroberung von Arcevia, die Erweiterung der Maiella und der deutsche Rückzug
Am 1. August wurden die Kämpfe zwischen Montale und Piticchio wieder aufgenommen. Am 2. August marschierte der 14. Zug der Maiella in Mergo ein und öffnete den Weg nach Arcevia.
Am 2. August erwies sich die Ankunft des Regiments der Karpaten-Ulanen in Arcevia als entscheidend. Eine von Domenico Troilo angeforderte alliierte Luftbombardierung traf die deutschen Stellungen in Piticchio und Montale.

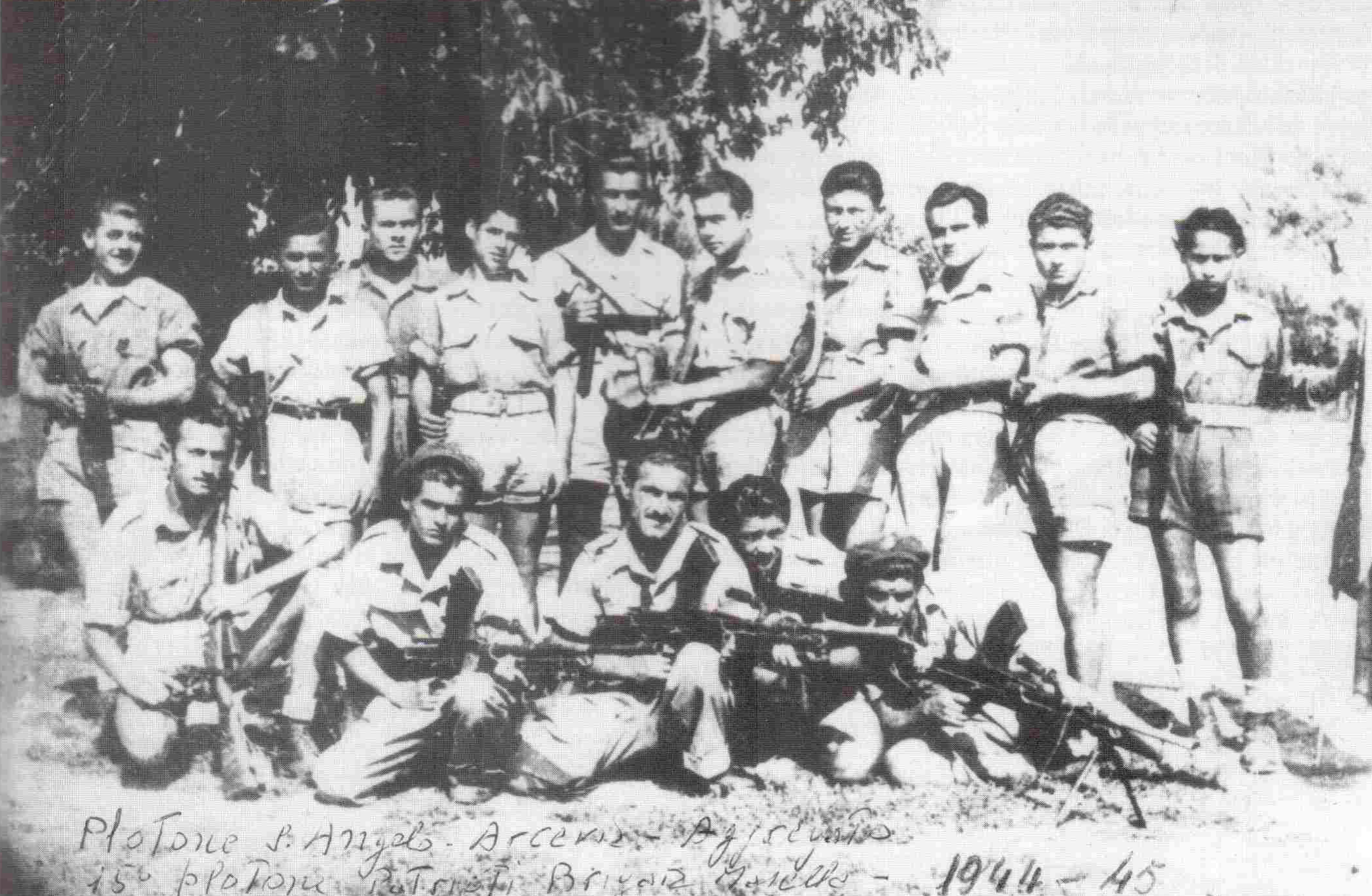
„S. Angelo-Gruppe“ von Arcevia, die zur Maiella-Brigade gehörte

In der Nacht vom 4. auf den 5. August durchbrachen die abruzzesischen Kräfte die feindlichen Verteidigungsanlagen, was zum gleichzeitigen Fall von Piticchio und Montale führte. Der Erfolg der Maiella in Arcevia war auch dem lokalen Partisanenverband zu verdanken. Am 20. August schlossen sich in Piticchio 37 Rebellen der Gruppe Valle Misa der Maiella an und bildeten den XV. Zug "S. Angelo" (in Erinnerung an die Opfer des Massaker von Monte Sant'Angelo). Dies markierte die Öffnung der Formation für nicht-abruzzesische Freiwillige.
In Montecarotto kam es zu internen Spannungen zwischen den Offizieren des CIL, von denen einige Zwangsmaßnahmen gegen die der Spionage verdächtigte Zivilbevölkerung ergriffen, indem sie alte und kranke Menschen unter Androhung von Waffen versammelten und Hinrichtungen für diejenigen ankündigten, die keine reguläre Aufenthaltsgenehmigung besaßen. Dieses Verhalten löste Kritik aus. Am 3. August überraschte ein deutscher Angriff auf Montecarotto die Nembo, wurde aber abgewehrt. Im selben Zeitraum drohte der britische General Oliver Leese mit der Bombardierung von Ostra Vetere, um den alliierten Vormarsch zu beschleunigen und die deutsche Artillerie zu zerstören. Die italienisch-polnische Front übte einen zunehmenden Druck auf die 71. deutsche Division aus, und die Nembo verlagerte sich in Richtung Serra de' Conti und des Flusses Misa, wodurch die alliierte Kontrolle über das Gebiet konsolidiert wurde. Eine Partisanen-Aufklärungsoperation ermöglichte es, die feindlichen Stellungen zu identifizieren und die Bombardierung abzuwenden. Die italienischen und alliierten Militärs blieben bis zum 4. August in der Stadt stationiert. Die letzten Phasen der Kämpfe sahen den Rückzug der deutschen Kräfte. Am 5. August überquerten die letzten Wehrmachtseinheiten den Fluss Cesano, die natürliche Grenze nördlich der Provinz Ancona. Am 19. August 1944 wurde Montecarotto von Divisionen der 8. Britischen Armee und der Zweiten Brigade des CIL besetzt, die auf dem Weg nach Rimini waren, um die Gotenstellung zu durchbrechen.

## Richtung Metauro und Schwefelverbrennung
Nach Montecarotto rückte die Maiella in Richtung Metauro vor, säuberte das Gebiet von Minen und barg Waffen. Das nächste Ziel war der Schutz der Schwefelminen von Cabernardi und Bellisio vor möglichen Bränden, die von den Deutschen verursacht werden könnten. Am 12. August besetzte der 8. Zug der Maiella Percozzone und die Schwefelminen von Bellisio, südlich von Pergola.
Am 13. August befahl der deutsche Kommandant Raapke, der die Maiella militärisch nicht aufhalten konnte, die Verbrennung von Schwefel, wodurch eine giftige Wolke freigesetzt wurde. Die alarmierten Patrioten flüchteten auf die Höhen nördlich von Arcevia. Der Wind drehte, was die Deutschen zwang, sich von Pergola nach Montemaggiore al Metauro zurückzuziehen, wobei sie erhebliche Verluste erlitten und Waffen den Alliierten überließen.
Am 24. August begannen die ersten Gefechte zum Durchbruch der Gotenstellung, an denen die 8. Britische Armee, das Zweite Polnische Korps und die Brigata Maiella gegen die deutschen Kräfte beteiligt waren. Die Bewegungen der Truppen von Montemaggiore al Metauro aus beobachteten mit ihren Ferngläsern zwei außergewöhnliche Zeugen: Winston Churchill und der Kommandant der britischen Streitkräfte in Italien, Harold Alexander.

## Nach der Schlacht
Im Zuge der Befreiung von Montecarotto und des umliegenden Gebiets wurden etwa 40 gefallene deutsche Soldaten und 80 polnische Soldaten gezählt, dazu kamen 253 Verwundete und 5 Vermisste. Unter Militärs und Zivilisten gab es 12 italienische Verluste. Die Kämpfe fanden nationale Resonanz, da Radio und Zeitungen darüber berichteten.